# Kremlin (citadelă)
Acest articol este despre citadele rusești. Vezi de asemenea Kremlin(dezambiguizare). 

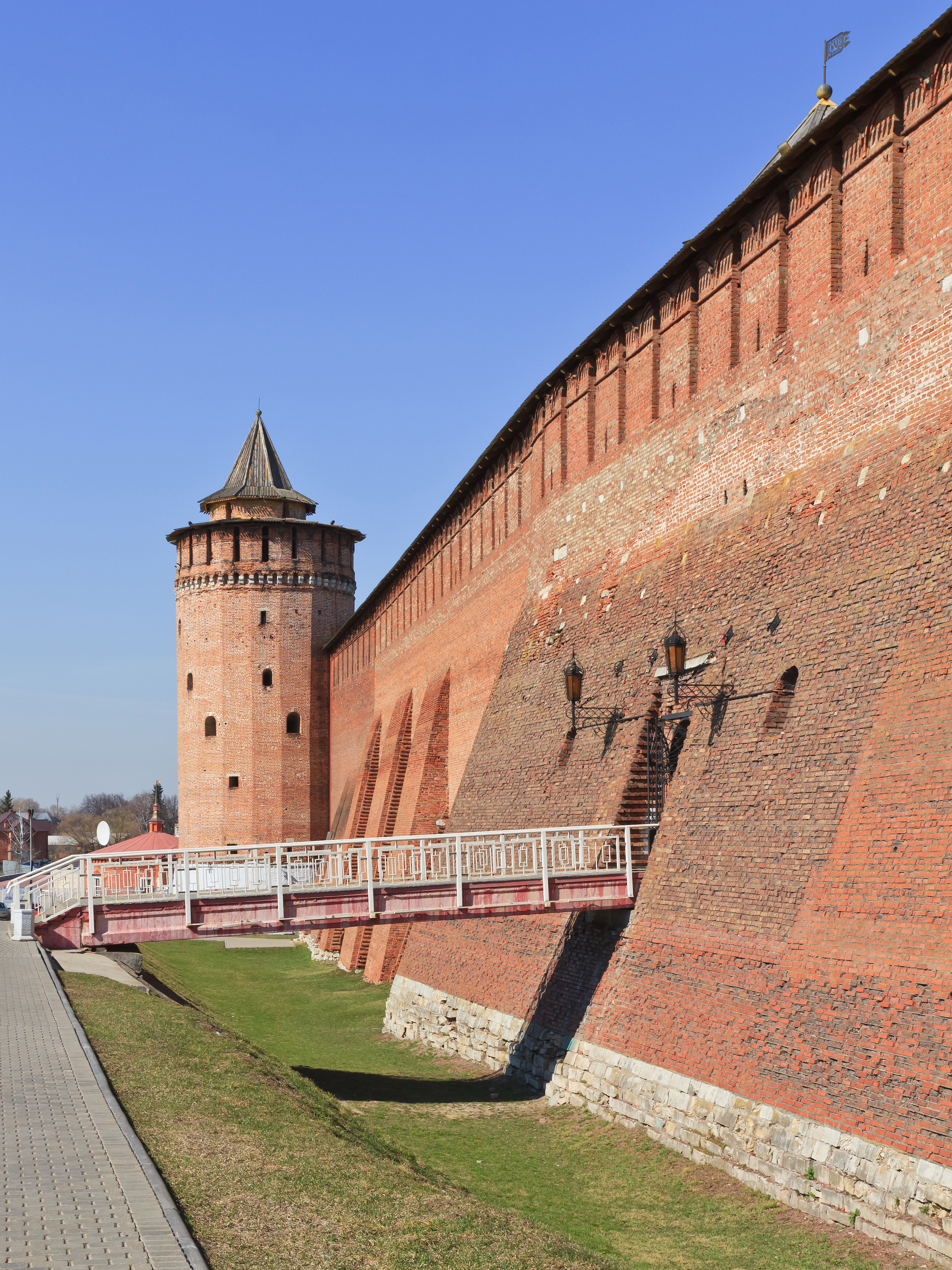
Kremlinul din Kolomna

Kremlin (кремль) este cuvântul rusesc „citadelă” și denumește orice complex central fortificat care se găsește în zonele istorice ale orașelor rusești. Acest cuvânt este deseori folosit ca referire la cea mai cunoscută fortificație, Kremlinul din Moscova.

## Lista orașelor din Rusia unde se găsesc fortificațiiKremlin
- Existente
  - Kazan
  - Kolomna
  - Moscova
  - Nijni Novgorod
  - Novgorod (Novgorod Veliki)
  - Pskov
  - Rostov
  - Riazan
  - Smolensk
  - Staraia Ladoga
  - Tobolsk
  - Zaraysk
- In ruine
  - Gdov
  - Izborsk
  - Porhov
  - Serpuhov
  - Velikie Luki
- Doar urme
  - Borovsk
  - Dmitrov
  - Opocika
  - Starodub
- Situație incertă
  - Ostrov
  - Torjok
  - Vologda
  - Volokolamsk